# Atet Wijono
Atet Wijono (Cirebon, 11 marzo 1951) è un ex tennista indonesiano.

## Carriera
Dal 1969 al 1982, Wijono fu titolare fisso della squadra indonesiana di Coppa Davis, con la quale sconfisse, sempre a risultato acquisito per gli avversari, l'australiano John Cooper nel 1971 e l'indiano Anand Amritraj dieci anni più tardi. Il suo bilancio in Coppa Davis è di 13 vittorie (otto in singolare e cinque in doppio) e 25 sconfitte (15 in singolare e 10 in doppio).
Nel 1971, in coppia con Gondo Widjojo, conquistò il titolo di doppio al Torneo ATP di Senigallia, sconfiggendo in finale in tre set (6-7, 7-5, 6-3) la coppia italiana formata da Tonino Zugarelli ed Ezio Di Matteo, dopo aver eliminato in semifinale Massimo Di Domenico e Adriano Panatta, vincitore di quell'edizione del torneo in singolare.
Wijono prese parte a due prove del Grande Slam: gli US Open del 1970, dove fu sconfitto al primo turno da Pancho Segura, e il Roland Garros del 1971, dove subì un'altra sconfitta all'esordio, per mano di François Jauffret.
Conquistò la medaglia d'oro ai Giochi asiatici del 1978 disputati a Bangkok, sconfiggendo nel match decisivo il giapponese Shigeyuki Nishio. Fu medaglia d'oro anche ai Giochi del Sud-est asiatico del 1977 svoltisi a Kuala Lumpur.
Si ritirò nel 1982.